# Himantolophidae

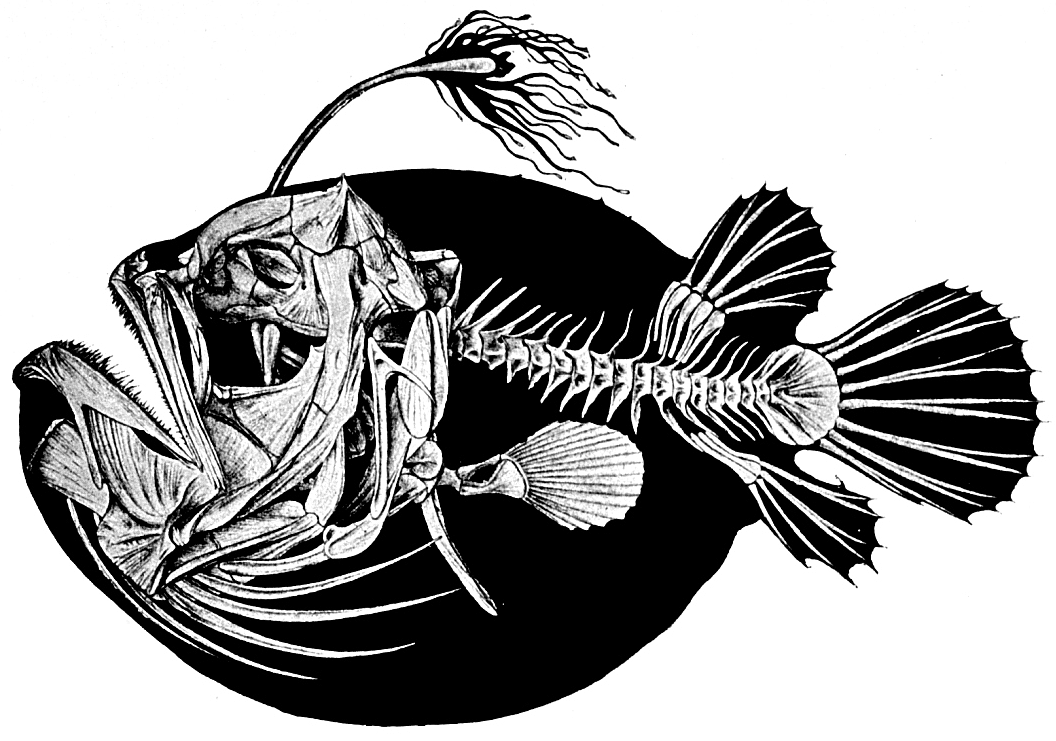
Esqueleto de H. groenlandicus.

Los peces balón son el género Himantolophus, el único de la familia Himantolophidae, peces marinos del orden Lophiiformes, distribuidos por los océanos Atlántico, Índico y Pacífico. Su nombre procede del griego: imantos (correa) + lophos (cresta), por la forma del apéndice sobre la boca.

## Anatomía
El cuerpo tiene forma muy redondeada, de ahí el nombre común de esta familia, con un dimorfismo sexual muy grande, pues la hembra mide unos 46 cm de longitud máxima mientras que el macho mide 4 cm, pero los machos tienen músculos natatorios más desarrollados; en ambos sexos faltan los parietales durante toda la vida; el cuerpo de las hembras presenta placas óseas, cada una de ellas con una espina mediana; las hembras difieren de otros ceratícidos -rapes abisales- por tener un hocico corto y romo.

## Biología
Viven en el fondo abisal, cazando presas a las que atrae moviendo el apéndice largo similar a una caña de pesca en su dorso. Al igual que en otras familias de ceratoideos, los pequeños machos adultos viven unidos a las grandes hembras; que tras su maduración sexual, las buscan y adhieren su cabeza dentro de ella, perdiendo las aletas y convirtiéndose en un órgano seminífero;

## Especies
Hay 19 especies válidas en este género y familia:.
- Himantolophus albinares (Maul, 1961)
- Himantolophus appelii (Clarke, 1878)
- Himantolophus azurlucens (Beebe y Crane, 1947)
- Himantolophus borealis (Kharin, 1984)
- Himantolophus brevirostris (Regan, 1925)
- Himantolophus compressus (Osório, 1912)
- Himantolophus cornifer (Bertelsen y Krefft, 1988)
- Himantolophus crinitus (Bertelsen y Krefft, 1988 )
- Himantolophus danae (Regan y Trewavas, 1932)
- Himantolophus groenlandicus (Reinhardt, 1837) - Pez balón común
- Himantolophus macroceras (Bertelsen y Krefft, 1988)
- Himantolophus macroceratoides (Bertelsen y Krefft, 1988)
- Himantolophus mauli (Bertelsen y Krefft, 1988)
- Himantolophus melanolophus (Bertelsen y Krefft, 1988)
- Himantolophus multifurcatus (Bertelsen y Krefft, 1988)
- Himantolophus nigricornis (Bertelsen y Krefft, 1988)
- Himantolophus paucifilosus (Bertelsen y Krefft, 1988)
- Himantolophus pseudalbinares (Bertelsen y Krefft, 1988)
- Himantolophus sagamius (Tanaka, 1918)